# Mezinárodní červený kříž
Mezinárodní červený kříž je mezinárodní hnutí, které sdružuje Mezinárodní výbor Červeného kříže a národní společnosti Červeného kříže, Červeného půlměsíce a Společnost Davidovy hvězdy. Tyto jsou právně nezávislé, ale pracují na základě společných zásad. Mají stejné cíle, předpisy, symboly a jejich řídící orgány jsou spojeny. Celosvětové působení je nezávislé na státních institucích a je založeno na dobrovolné činnosti – pomoci. Chrání životy, zdraví, důstojnost a snižuje utrpení lidí v nouzi následkem válek, přírodních nebo technických katastrof a epidemií bez ohledu na národnost, původ, náboženství nebo politický názor postižených.

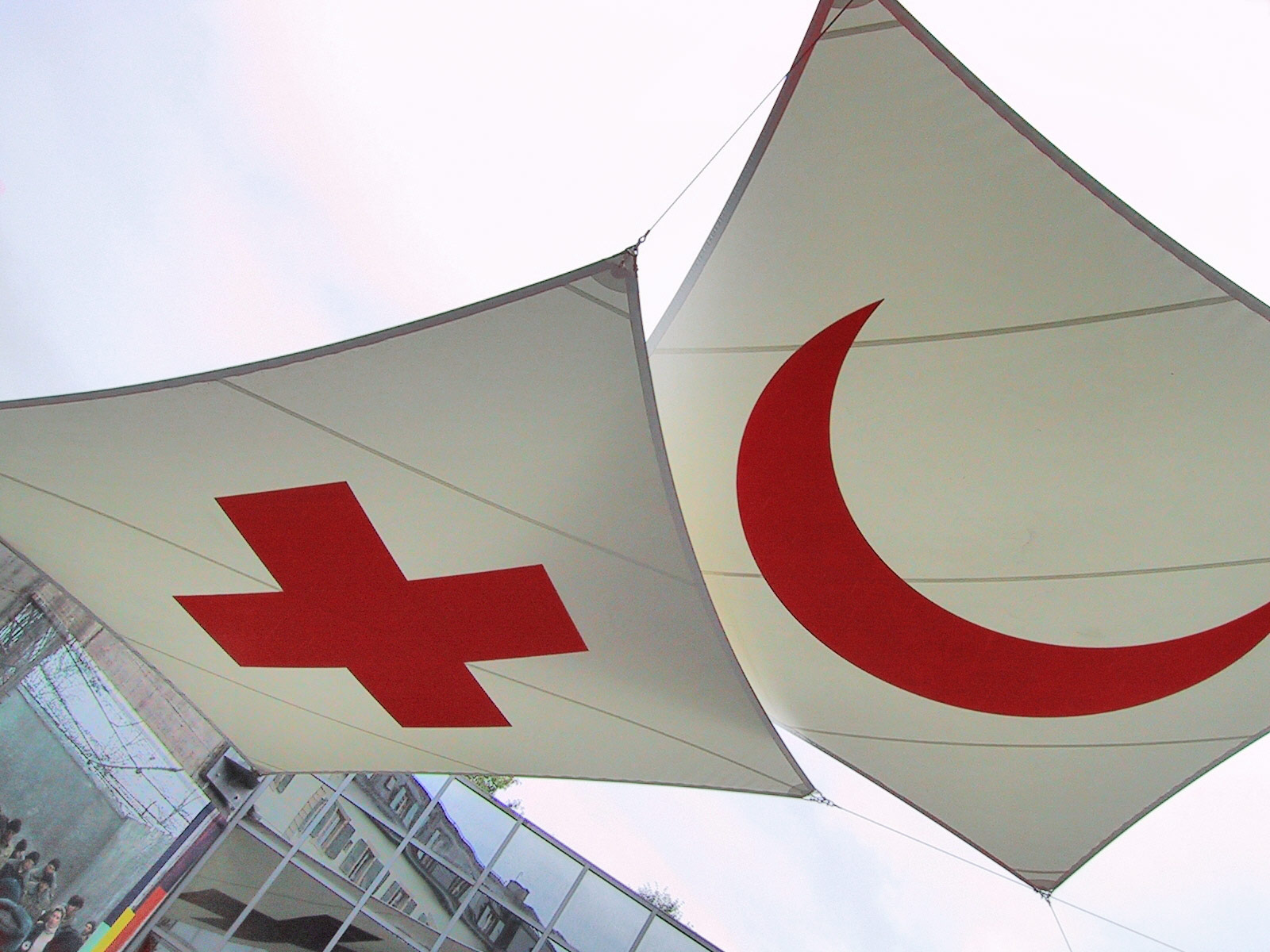
Červený kříž a červený půlměsíc

## Historie

### Henri Dunant

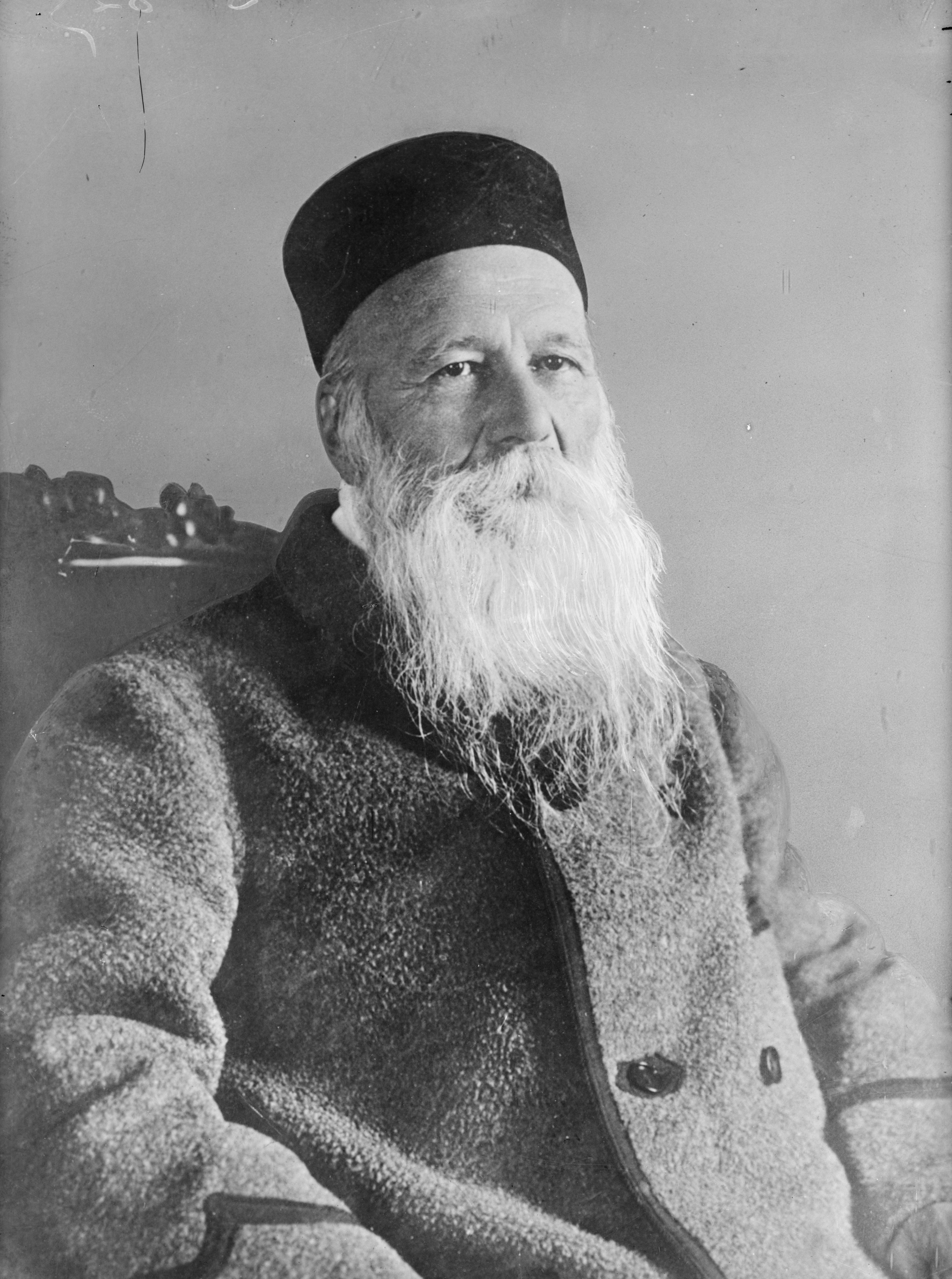
Jean-Henri Dunant

Až do poloviny 19. století neexistovala žádná systematická péče o válkou zraněné, žádná zařízení pro umístění a ošetřování, natož ošetřující personál s odpovídajícím zařízením a vzděláním. Roku 1859 navštívil švýcarský obchodník Henri Dunant v Itálii francouzského císaře Napoleona III. za účelem obnovení obchodních povolení v Alžírsku. Při této návštěvě zažil 24. června 1859 bitvu u italského městečka Solferino. V této bitvě bylo během jednoho dne zabito 6000 vojáků a 25 000 zraněno. Nedostatečná lékařská péče a utrpení zraněných na něj tak zapůsobilo, že zapomněl na své záměry a několik dní se plně věnoval organizaci a ošetřování zraněných. Své zážitky sepsal roku 1862 v knize Vzpomínky na Solferino, kterou pak poslal politikům a vojenským hodnostářům celé Evropy. Jedna z jeho myšlenek byla výzva ke zřízení organizací, jež by se v míru připravily na pomoc zraněným v příštích válkách.
To se z jeho iniciativy s jeho pěti známými 9. 2. 1863 v Ženevě stalo. Byla založena Ženevská veřejně prospěšná společnost. Pět dní po založení se přejmenovala na „Konfederaci mezinárodních společností pro pomoc zraněným“. 29. října téhož roku se svolané konference zúčastnilo 36 osob, z toho 18 delegovaných z osmnácti zemí, např. C. K. Monarchie, Rusko, Itálie, Francie, Holandsko. V přijatých resolucích najdeme např.:
- neutralita zraněných,
- zasílání dobrovolných zdravotníků do válečných území,
- zakládání národních pečovatelských organizací pro válkou zraněných,
- organizování mezinárodních konferencí,
- zavedení ochranného symbolu (Červený kříž).

Henri Dunant musel v roce 1867 ohlásit bankrot (nevěnoval se svým obchodům) a Červený kříž opustit. Roku 1871 pomáhá v pařížských ulicích raněným komunardům. V roce 1894 jej ve švýcarském Heidenu v útulku pro chudé objevuje novinář Georg Baumbarger. Jeho články o smutném osudu proběhnou tiskem. Světová veřejnost je alarmována. K narozeninám mu gratuluje anglická královna a papež. Roku 1901 dostává jako první člověk Nobelovu cenu míru. Umírá o devět let později ve věku 82 let. 35 let žil roztrpčen a zklamán.

### Vznik organizací
První národní organizace pod Červeným křížem byla založena koncem roku 1863 ve Stuttgartu (Württembergische Sanitätsverein).
V srpnu 1864 byla švýcarskou vládou svolána do Ženevy další konference a 22. 8. 1864 byla podepsána šestnácti státy tzv. První ženevská úmluva. Na základě této jsou např. zařízení, vozidla, personál označeny červeným křížem považovány za neutrální. První aktivity pod symbolem červeného kříže proběhly roku 1867 v německo-dánské válce na bojišti u Langensalza.
V následujících letech pak vznikly národní Červené kříže skoro ve všech evropských zemích. První spolek červeného kříže pro Království české vznikl roku 1868.
Německo-francouzská válka v letech 1870–1871 pak demonstrovala jejich potřebu.
V roce 1876 se Mezinárodní výbor přejmenoval na dodnes platný název: Mezinárodní výbor červeného kříže (MVČK), francouzsky: Comité international de la Croix-Rouge (CICR), anglicky: International Committee of the Red Cross (ICRC) a německy: Internationales Komitee vom Roten Kreuz (IKRK).

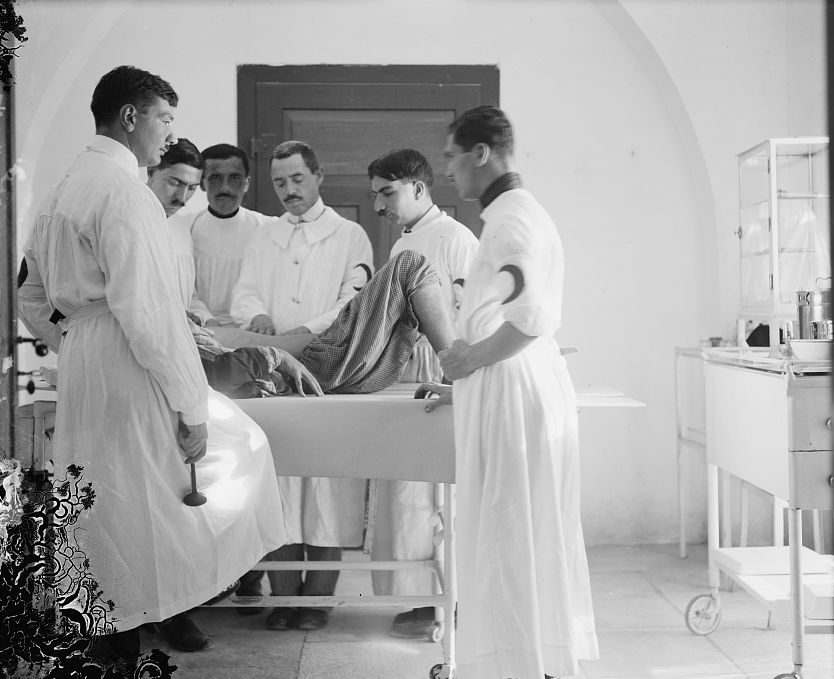
Lékaři Červeného půlměsíce v roce 1917 ošetřují zraněného vojáka

Dnes se často setkáváme s pojmem Mezinárodní hnutí Červeného kříže a Červeného půlměsíce. Tento pojem je ekvivalentem staršího názvu Mezinárodní červený kříž. Pod tímto pojmem se skrývají Mezinárodní výbor červeného kříže (MVČK), Mezinárodní federace společností Červeného kříže a Červeného půlměsíce (MFČKČP) – dříve Liga společností Červeného kříže a Červeného půlměsíce a ještě národní společnosti Červeného kříže a Červeného půlměsíce, kterých je v současné době 192.
Liga organizací Červeného kříže byla založena národními organizacemi Červeného kříže Anglie, Francie, Itálie, Japonska a USA 5. 5. 1919 s cílem rozšířit aktivity Červeného kříže i na situace, jež s válkou nesouvisí (přírodní katastrofy, technická neštěstí, epidemie). Již v prvních pěti letech po založení se uskutečnilo 47 akcí ve 34 zemích. Počáteční rivalita obou organizací byla v roce 1928 vyřešena a došlo ke spolupráci pod názvem Mezinárodní červený kříž. O rok později přistoupila do spolku organizace Červený půlměsíc jako symbol islámských zemí. 27. 1. 1991 byl ustanoven dodnes platný název: Mezinárodní federace organizací Červeného kříže a Červeného půlměsíce, anglicky International Federation of Red Cross and Red Crescent Societies (IFRC). Členy federace je 187 států. Dohromady je dnes globálně pod tímto názvem 98 mil. členů a z toho 300 000 trvale zaměstnaných.

## Ženevské právo
Hlavní zásady, které zastává Mezinárodní červený kříž, jsou postaveny na principech mezinárodního humanitárního práva, které lze definovat jako soubor mezinárodních práv usilujících o omezení užití násilí v ozbrojených konfliktech. Řídícím principem celého systému ženevského práva je lidskost a jeho hlavním cílem je snaha o zlidštění ozbrojených konfliktů. Při vzniku systému výrazně zasahoval a podílel se Mezinárodní výbor Červeného kříže, proto se o ženevském právu někdy přímo hovoří jako o právu Červeného kříže.
Základním pramenem mezinárodního humanitárního práva a pramenem, ze kterého Mezinárodní červený kříž vychází, jsou tzv. Ženevské úmluvy o ochraně obětí ozbrojených konfliktů.
Systém ženevského práva tvoří především čtyři Ženevské úmluvy z roku 1949, dále také dodatkové protokoly k úmluvám z roku 1977 a 2005 a obyčejová pravidla.
1. První Ženevská úmluva, tzv. Úmluva o zlepšení osudu raněných příslušníků ozbrojených sil v poli, byla postupně v letech 1906 a 1929 rozšířena, doplněna a taktéž zahrnula do svého znění nemocné příslušníky ozbrojených sil v poli.
2. Druhá Ženevská úmluva tzv. Úmluva o zlepšení osudu raněných, nemocných a trosečníků ozbrojených sil na moři, byla přijata roku 1899 na první mírové konferenci v Haagu.
3. Třetí Ženevská úmluva tzv. Úmluva o zacházení s válečnými zajatci doplnila smluvní řadu roku 1929 na konferenci v Ženevě.
4. Čtvrtá Ženevská úmluva – během konání druhé světové války se úmluvy projevily jako nedostačující a nastala nutnost revize. Ta proběhla roku 1949 a úmluvy byly rozšířeny. Nově přibyla Čtvrtá Ženevská úmluva, tzv. Úmluva o ochraně civilních osob za války.

Ženevské úmluvy se v současnosti řadí mezi nejakceptovanější smluvní instrumenty mezinárodního práva. Jejich smluvními stranami je k 1. 3. 2016 196 států.

## Aktivity

### Financování
Potřeby rozpočtu Mezinárodního hnutí Červeného kříže a Červeného půlměsíce jsou z větší části financovány švýcarskou vládou, jakožto zemí Ženevských úmluv a členskými zeměmi a národními organizacemi Červeného kříže a Červeného půlměsíce. Menší částí pak z darů mezinárodních společností, státních spolků (EU), firem, vlád jednotlivých států i privátních subjektů. Vyzvání k podpoře Červeného kříže se na mezinárodní diplomatické úrovni považuje za předoznámení humanitárních krizí. Roční rozpočet se pohybuje na úrovni 1,5 mld. švýcarských franků, z čehož 85 % pro konkrétní pomoc a 15 % na vnitřní a správní náklady.

### Úkoly
Mezinárodní hnutí Červeného kříže a Červeného půlměsíce vede činnost při nasazení pomoci v případě přírodních katastrof, technických neštěstí, epidemií, hromadných migrací nebo válečných stavů. Koordinuje spolupráci různých organizací. Podporuje vznik dalších společností Červeného kříže v zemích, kde ještě žádná pomoc neexistuje. Aktuálně se aktivně zapojuje v problematice zákazu pozemních min a zaopatření (zdravotní, psychické, sociální) obětí těchto min.
Úkoly výboru se dají shrnout do následujících bodů:
- Rozšiřování humanitárních principů a hodnot.
- Reakce na katastrofy a jiné situace nouze.
- Prevence a připravenost na katastrofy pomocí vzdělávání, zabezpečení a rozdělování pomocných prostředků.
- Preventivní zdravotnictví a sociálně medicínská péče.[5]

### Struktura

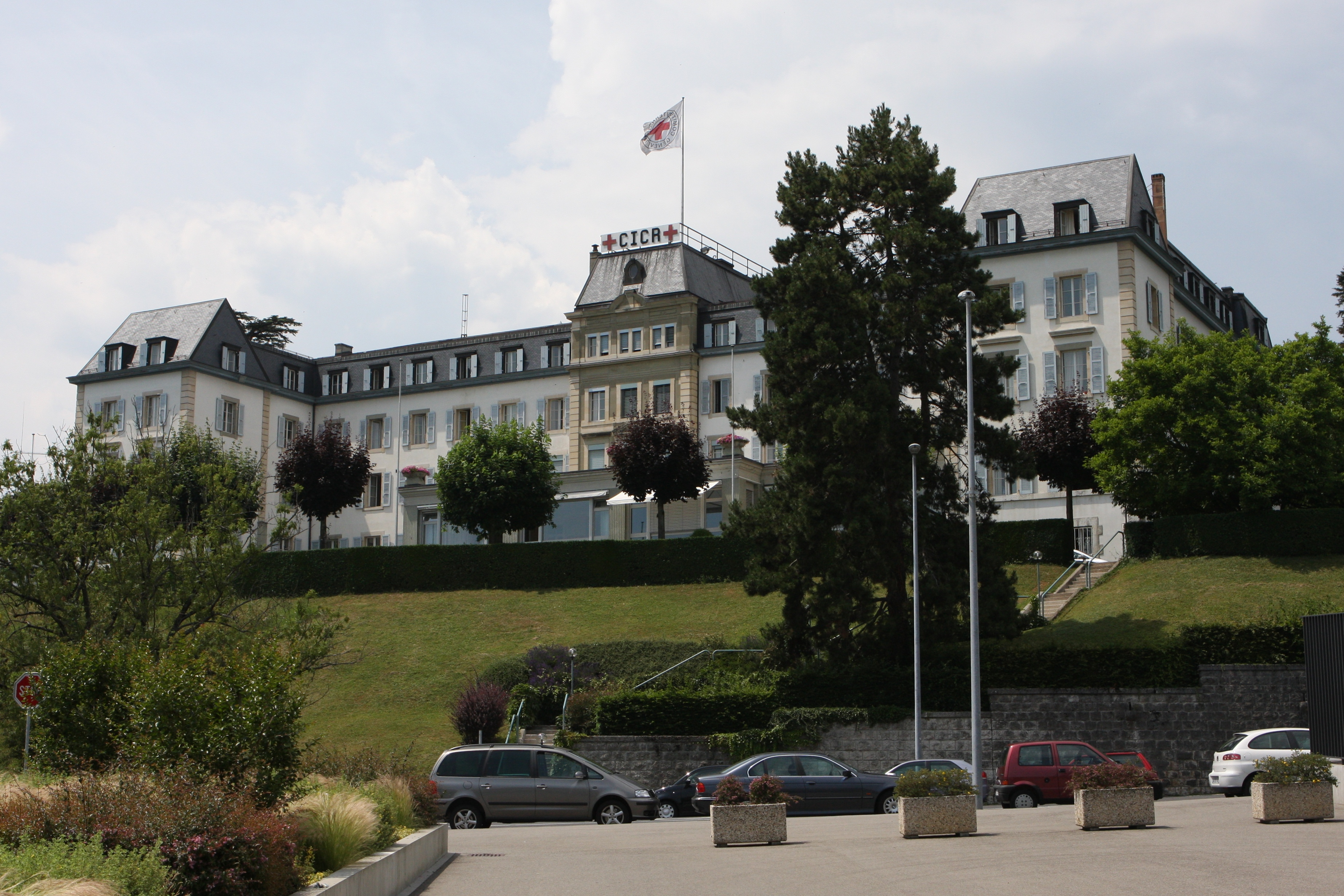
Hlavní sídlo Červeného kříže v Ženevě

Sídlo organizace je v Ženevě (Švýcarsko). Hlavním právním a základním dokumentem je ústava organizace, která určuje cíle, strukturu, financování a kooperaci s jinými organizacemi (např. s Červeným půlměsícem). Hlavní výkonný orgán je sekretariát pod vedením generálního sekretáře.
Sekretariát vede 4 oddělení:
- služby pomoci,
- činnost pomoci národním organizacím,
- strategie a kontakty,
- kooperace hnutí.

Každé dva roky, na sjezdu hnutí, volí delegáti národních organizací nového generálního sekretáře.
Druhým výkonným orgánem je správní rada s prezidentem a viceprezidentem. Má čtyři komise, kterým přísluší rozhodování v oblastech:
- zdraví a společenské služby,
- práce s mládeží,
- pomoc při katastrofách,
- rozvoj. [5]

### Základní principy
Byly vyhlášeny na kongresu 8. 10. 1965 a na konferenci 31. 10. 1986 potvrzeny; jsou to:
- humanita (humanity),
- nestrannost (impartiality),
- neutralita (neutrality),
- nezávislost (independence),
- dobrovolnost (voluntary service),
- jednota (unity),
- světovost (universality).

Těmto principům jsou všichni členové a členské organizace zavázáni.

### Základní heslo (motto)
První heslo, jež v roce 1888 popularizovalo Mezinárodní konferenci Červeného kříže bylo: „Inter arma caritas“ (milosrdenství mezi zbraněmi). Poprvé jej použil Gustave Moynier, který byl od roku 1864 do roku 1910 prezidentem Mezinárodního výboru Červeného kříže.
Tím, jak se Červený kříž a Červený půlměsíc měnil v mírového činitele, se heslo rozvinulo svým významem k výzvě k míru. V roce 1961 bylo přijato na návrh tehdejšího Československého kříže heslo: „Humanitou k míru“ (Per humanitatem ad pacem). Ze zkušeností devadesátých let vzniklo heslo nové strategie: „Život lidí v nouzi a sociálně slabých vylepšit silou lidství“.

## Symboly
Následující symboly mají dvojí funkci. Za prvé označují organizace, které patří k hnutí Červeného kříže a Červeného půlměsíce a za druhé jsou ochranným označením v určitých (válečných) situacích.

### Červený kříž na bílém pozadí

Červený kříž

Jsou to opačně použité barvy švýcarské vlajky jako ochrana a označení. Je zakotven v 7. článku Ženevské úmluvy z roku 1864 (článek 48 z roku 1949). Ze 189 členských národních organizací jej používá 152. Symbol požívá právní ochrany. Nelze jej tedy používat například na lékárničkách či jinde. Většinou se pro ostatní užití (lékárny, nemocnice) nahrazuje zeleným křížem.

### Červený půlměsíc

Červený půlměsíc

V rusko-osmanské válce v letech 1876–1878 (Dardanely, Bospor) používala Osmanská říše červený půlměsíc namísto červeného kříže, neboť kříž neodpovídal náboženskému cítění jejích vojáků. V roce 1877 se Rusko zavázalo posuzovat osoby a zařízení takto označené neutrálně. Po tomto prakticky vyrovnání významu prohlásila mezinárodní konference v roce 1878 používání červeného půlměsíce v islámských zemích za legální. Formálně byl červený půlměsíc uznán diplomatickou konferencí v roce 1929. Červený půlměsíc je používán ve 33 zemích ze 189 členských.

### Červený lev s červeným sluncem

Červený lev a slunce

Tento symbol byl používán jako národní symbol v Íránu v letech 1924–1980. I přes změnu v používání červeného půlměsíce si Írán výslovně ponechává možnost používání svého symbolu.

### Červená Davidova hvězda

Červená Davidova hvězda

Od roku 1930, založení organizace Magen David Adom, je používán v Izraeli její symbol červená Davidova hvězda. Od té doby existuje snaha o její uznání jakožto rovnocenného symbolu k Červenému kříži. Vzhledem k odmítání ostatních členských států nebyl dokonce Izrael uznán jako právoplatný člen Mezinárodního hnutí Červeného kříže a Červeného půlměsíce. Teprve pravidla 3. doprovodného protokolu z roku 2005 umožňují její používání. Izrael se zavázal, že při zahraničních nasazeních bude používat symbol Červený krystal. V Izraeli samotném nadále červenou Davidovu hvězdu. 

### Červený krystal

Červený krystal

Od roku 2000 existuje diskuze o dalších symbolech. V pozadí je snaha izraelské organizace Magen David Adom, jež používá symbol červené Davidovy hvězdy, který islámské země bojkotují. I země jako Thajsko, Srí Lanka, Afghánistán, Kazachstán prosazovaly vlastní symboly. V roce 2005 byl 7. 12. v Ženevě jako 3. doprovodný protokol odhlasován další symbol (98 států bylo pro, 27 proti, 10 se zdrželo). Je to na špičce stojící červený čtverec na bílém pozadí s názvem Červený krystal (Cristal Rouge), používaný zeměmi, jež nejsou ani křesťanské ani islámské při zahraničních nasazeních.

### Neuznané znaky národních společností
Vedle uznaných symbolů se v historii některé symboly národních společností neuznaly:
- Afghánistán – červená brána,
- Indie – červené kolo,
- Japonsko – Makuaiska – červená linie a bod pod sebou,
- Libanon – červený cedr,
- Súdán – červený nosorožec,
- Srí Lanka – červená svastika,
- Sýrie – červený palmový list,
- Thajsko – červený oheň,
- SSSR – spojení červeného kříže a červeného půlměsíce,
- Zair – červená ovce.[5]

### Současný symbol
Od dubna 2016 je znakem pro celé hnutí Červený kříž a Červený půlměsíc orámovaný textem „mezinárodní hnutí“ v třetinovém kruhu v některém ze šesti oficiálních jazyků Mezinárodní konference ČK a ČP (anglicky, arabsky, čínsky, francouzsky, rusky nebo španělsky; anglicky zní „International Movement“).

## Kritika
Zatímco v 1. světové válce se aktivity a činnost Červeného kříže osvědčily a byly oceněny Nobelovou cenou míru (Červený kříž ji obdržel 3×), ve 2. světové válce se činnost Červeného kříže omezila vedle činnosti na bojištích hlavně na činnost v zajateckých táborech. I přes vědomosti o vyhlazovacích táborech a o deportaci židovského obyvatelstva se podstatně neprojevila snaha o kontakt s nacionálně socialistickou vládou k činnosti pro zmírnění utrpení a nasazení v koncentračních táborech. To mělo i několik důvodů. Zaprvé německá vláda namítala, že pro tuto činnost nemá MVČK mandát v Ženevských úmluvách (na rozdíl od činností ve prospěch válečných zajatců bylo toto oprávnění pro Červený kříž zakotveno do Ž. úmluv až v roce 1949), dále na straně MVČK nastaly obavy, aby činnost v táborech válečných zajatců nebyla jako legitimní činnost ohrožená. Dalším důvodem pasivity Červeného kříže byl tehdejší vliv švýcarské vlády na Červený kříž. Ta chtěla za každou cenu udržet svoji suverenitu a neutralitu. Po skončení války byl tento přístup Červeného kříže hodnocen některými představiteli vítězných zemí jako částečná kooperace s nacisty. Na tomto místě je třeba zmínit jako zástupce několika hrdinů a obětavců z řad členů Červeného kříže delegáta Fridricha Borna, který svými aktivitami v Maďarsku zachránil životy cca 15000 lidí a byl v roce 1987 posmrtně v Izraeli vyznamenán. Ani tak však nebyly aktivity Červeného kříže ve prospěch internovaných civilistů zanedbatelné. I za svou činnost během druhé světové války obdržel Červený kříž Nobelovu cenu míru.

### Souvisejíci články
- Český červený kříž
- Německý červený kříž
- Světový humanitární den